# Пауль Боймер
Пауль Вільгельм Боймер (нім. Paul Wilhelm Bäumer; 11 травня 1896, Дуйсбург — 15 липня 1927, Ересунн) — німецький льотчик-ас, лейтенант Прусської армії. Кавалер ордена Pour le Mérite.

## Біографія

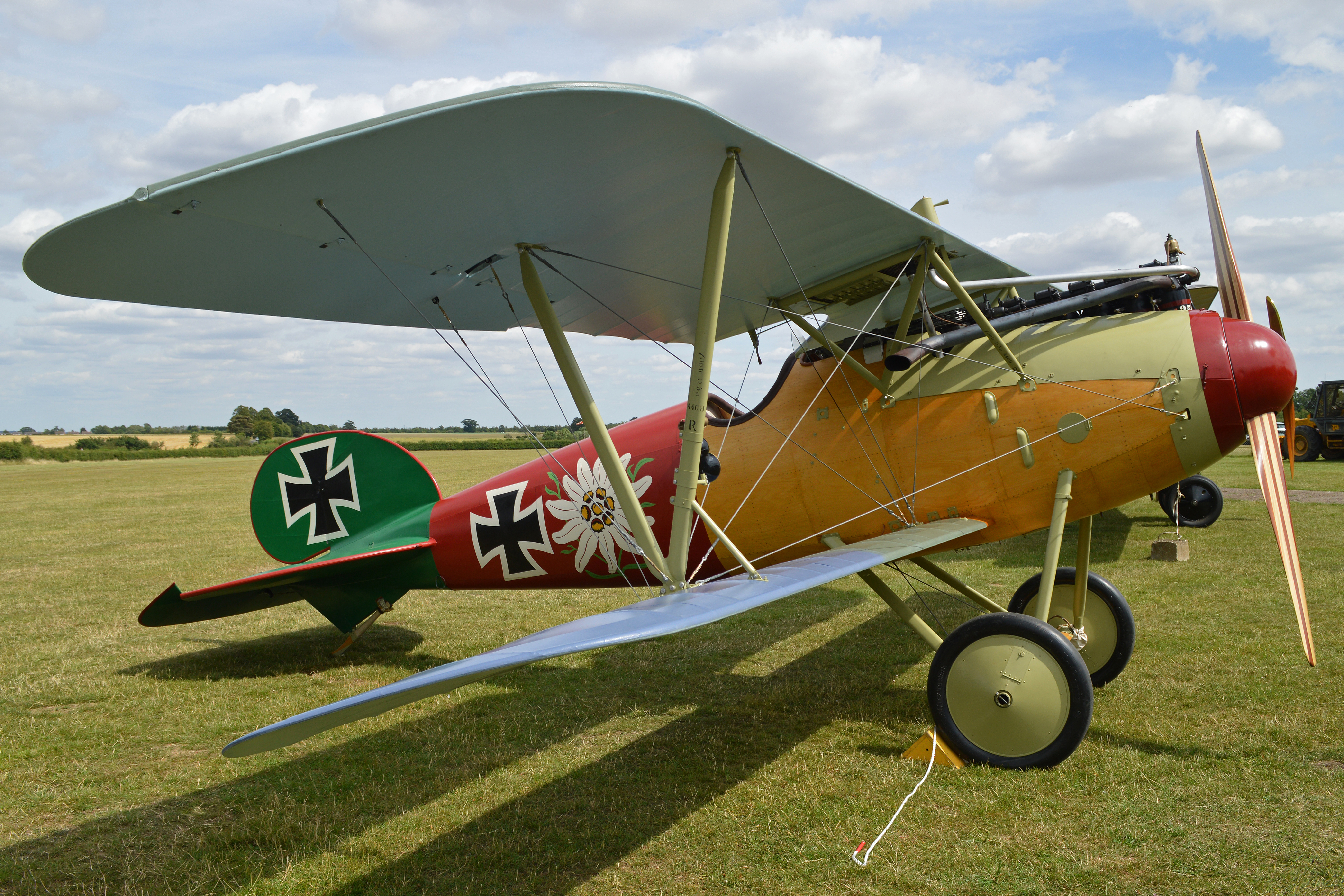
Робоча репліка винищувача Боймера Albatros D.V.

Боймер розповідав, що його інтерес та любов до польотів почалися ще у дитинстві: найперше сильне враження — спостереження старту цепеліна на Боденському озері, де він часто дитиною катався велосипедом. Своє приватне навчання на пілота фінансував із доходів, які отримував як зубний технік. Влітку 1914 року отримав сертифікат льотчика.
Коли почалася Перша світова війна, Боймер вступив в 70-й піхотний полк в Саарбрюккені, воював у Франції та Росії, де отримав поранення в ліву руку. Вступив в авіацію як зубний технік, потім добровольцем пройшов льотну підготовку. У жовтні 1916 року обіймав посаду інструктора та перегонника літаків в армійському авіапарку № 1. 19 лютого 1917 року отримав звання єфрейтора. 26 березня 1917 року був направлений у льотний дивізіон №7 і через 3 дні отримав звання унтерофіцера. Потім був направлений на винищувальну підготовку і 28 червня 1917 року зарахований у винищувальну ескадрилью «Бельке», але вже через 2 дні переведений в 5-ту винищувальну ескадрилью.
До свого повернення у винищувальну ескадрилью «Бельке» 15 серпня 1917 року здобув три перемоги. У вересні 1917 року Боймер літав на винищувачі Albatros D.V 4409/17, у листопаді — на D.V 4430/17, у грудні — на D.Va 5410/17, а в березні 1918 року — на Fokker Dr I 204/1, на фюзеляжі якого були червоні, білі та чорні смуги. Його Albatros у 5-й винищувальній ескадрі ніс на борту емблему — зображення едельвейсу. Після здобуття 22-ї перемоги 10 квітня 1918 року отримав офіцерське звання. 23 березня 1918 року його 20-та перемога стала 200-ою перемогою ескадрильї «Бельке» за всю війну.
29 травня 1918 року під час аварії при посадці Боймер постраждав, зламавши щелепу, і повернувся до своєї ескадрильї тільки у вересні. Отримав прізвисько «Залізний Орел» після того, як врятувався з підбитого літака за допомогою парашута. До кінця війни здобув 43 перемоги. 
Після війни недовго працював у гамбурзьких портових доках, що належали судно- та авіабудівній фірмі «Блом унд Фосс», але зрештою став професійним дантистом. Одним із його пацієнтів був відомий письменник Еріх Марія Ремарк. Головного героя свого роману «На Західному фронті без змін» він назвав Паулем Боймером, віддавши данину героїчному минулому свого лікаря.
Інтерес Боймера до польотів не згас: спочатку він став пілотом-спеціалістом з повітряної акробатики, а потім авіаконструктором у заснованій ним власній компанії Bäumer Aero GmbH у Гамбурзі.
Загинув 15 липня 1927 на авіапоказі в Копенгагені під час випробувального польоту винищувача Rohrbach Ro IX Rofix. Його літак звалився на землю за два кілометри від узбережжя протоки Ересунн. Похований на Ольсдорфському цвинтарі в Гамбурзі.

## Нагороди
- Залізний хрест
  - 2-го класу
  - 1-го класу (15 травня 1917)
- Нагрудний знак військового пілота (Пруссія)
- Золотий хрест «За військові заслуги» (12 лютого 1918)
- Королівський орден дому Гогенцоллернів, лицарський хрест з мечами
- Pour le Mérite (2 листопада 1918)
- Нагрудний знак «За поранення» в чорному

## Вшанування пам'яті
В Дуйсбурзі є вулиця Пауля Боймера (нім. Paul-Bäumer-Straße), а в місцевому парку встановлений пам'ятник.